# فان ويلدر (فلم)
فان ويلدر (بالإنجليزية: Van Wilder: Party Liaison) فيلم كوميدي ألماني أمريكي تم إصداره عام 2002 من إخراج والت بيكر و تأليف برنت غولدبرغ
، ديفيد واغنر.

## روابط خارجية
مقالات تستعمل روابط فنية بلا صلة مع ويكي بيانات